# Etimologie dei nomi degli Stati
Questo elenco mostra i nomi dei Paesi e la loro etimologia in italiano. I nomi in corsivo non esistono più oppure sono parte di un'altra entità territoriale.

## A
Afghanistan:
- da Afghan e il suffisso persiano -stan ossia Paese/Nazione quindi Paese degli Afghani: l'origine della parola Afghan — che è sinonimo di Pashtun — resta incerta, forse deriva da Apakan, un legislatore Iraniano dell'800 d.C.; oppure da una citazione dell'astronomo del VI secolo d.C. Indiano Varāhamihira, che in una sua opera si riferisce agli Afghani come Avagan; oppure ancora da una menzione che un pellegrino cinese, forse Sanzang, passando per l'India fece riferendosi a un popolo che viveva più a nord del sub-continente come Apokien, alludendo probabilmente agli Afghani.

 Isole Åland (provincia autonoma della Finlandia):
- dal nome svedese per le isole, dal norreno *ahvaland = Terra [land] (nell') acqua [ahva], entrambi termini di area e origine germanica;
  - Ahvenanmaa (nome finlandese): significa terra del pesce persico.

 Albania: 
- da un toponimo ricorrente nell'antichità, Albania, da Alb-, radice Proto-Indoeuropea che significa bianco o montagna, in quanto le montagne possono essere imbiancate dalla neve, come anche le Alpi, che hanno la stessa etimologia.
  - Shqipëria (nome locale): significa (Terra dei) Figli delle Aquile, da Shqiponija = Aquila, secondo una leggenda locale, dovuta forse al fatto che gli antenati degli albanesi veneravano questo animale come totem.

 Algeria: 
- dal nome della città di Algeri (Alger in francese), dall'arabo الجزائر (al-jazā'ir), che significa le isole, in riferimento a quattro isole non lontane dalla città che nel 1525 furono inglobate nella terraferma; la stessa parola al-jazā'ir è il diminutivo di jazā'ir banī mazghannā = le isole (della tribù) Bani Mazghanna, termine usato dai geografi arabi medievali.

 Andorra: 
- da un termine che, se esistente prima dell'Antica Roma, sarebbe di origine o basca o comunque Iberica; oppure dall'arabo al-Darra = foresta, bosco: infatti quando i Mori invasero la Spagna, i Pirenei erano soprattutto boscosi, quindi lo era anche il territorio di Andorra. Oppure ancora potrebbe derivare dallo spagnolo andar, poiché le tribù andorrane prima di stanziarsi in quelle terre erano principalmente nomadi, o infine anche dal termine navarrese andurrial = terra coperta di arbusti.

 Angola:
- dal portoghese Reino de Angola, citato nel XVI secolo, che deriva da Ngola, un titolo nobiliare usato dai re del Regno di Ndongo, uno dei tanti vassalli del Regno del Congo: i portoghesi chiamarono l'area così in onore proprio degli Ngola, loro alleati ai tempi della conquista.

 Anguilla (territorio oltremare del Regno Unito):
- dal nome dell'animale anguilla, a causa della forma dell'isola: probabilmente a battezzarla così fu Cristoforo Colombo nel 1493, oppure furono degli esploratori francesi nel 1564.

 Antigua e Barbuda:
- Antigua: dal nome datole da Cristoforo Colombo che la chiamò così in onore di Santa Maria Antiqua, ossia la cattedrale di Siviglia, da dove partì l'idea del secondo viaggio nel 1493. Barbuda: dal portoghese, che significa barbuta, infatti nell'isola vi erano molti fichi, dalle tipiche radici barbute o altrimenti si può riferire alle barbe portate dagli indigeni.

 Antille Olandesi: (territorio dei Paesi Bassi):
- dalla terra mitologica di Antilia, oppure dalla combinazione di due parole portoghesi ante o anti = dall'altra parte (del mondo) e ilha = isola; Olandesi dal nome della nazione colonizzatrice, i Paesi Bassi.

 Arabia Saudita:
- dalla regione omonima: la parola Arabia (dal latino Arabia, dal greco Arabìa, da Araboi = Arabi), da una radice semitica che si ricollega al significato di deserto. Fra gli Antichi Egizi l'area era nota come Ar Rabi = le Sabbie. Invece Saudita si riferisce alla famiglia reale che ha fondato il Regno nel 1932 e ancor oggi lo governa, il cui capostipite fu l'emiro - cofondatore del movimento wahhabita nel XVIII secolo - Muhammad ibn Sa'ud ibn Miqrin, dove (Al) Sa'ud (che era il cognome del padre dell'emiro che in seguito indicò la dinastia) potrebbe significare buona sorte, felicità in arabo, più il suffisso di origine greca -ita, per le casate.

 Argentina:
- dalla traduzione dello spagnolo plata = argento, in quanto in un primo periodo spagnoli e portoghesi sfruttarono il Río de la Plata (il Fiume d'Argento, appunto) per trasportare il prezioso metallo e altri tesori dal Perù all'Oceano Atlantico: per questo la terra circondante quelle rive fu quindi chiamata Argentina = Terra dell'Argento.

 Armenia:
- dal latino Armenia, dal greco Armenìa, dal popolo degli Armeni, (Armènioi in greco) dal persiano Armina, (attestato già verso il 515 a.C.), a sua volta di origine aramea, la cui etimologia del nome è incerta, probabilmente connessa all'assiro Armânum/Armanî, oppure ai biblici Mannei. 
  - Urartu (nome assiro): dal nome di un regno esistito dall'860 a.C. al 590 a.C., considerato la prima entità statale proto-armena, della stessa origine del biblico Ararat, dell'accadico/babilonese Urashtu, dell'armeno Ayrarat; il nome locale del regno per se stesso era Biainili, che diede origine al nome del Lago Van, oggi in Turchia.
  - Հայաստան, Hayastan (nome locale): dal nome degli armeni per se stessi (Hayer) e quello antico per l'Armenia (Hayk), dal nome Hayk, eroe mitologico considerato il padre degli armeni, pronipote di Jafet, narrato da Mosè di Corene nella storia degli armeni, scritto nel V secolo d.C., più il suffisso persiano -stan = Nazione.

 Aruba (territorio dei Paesi Bassi):
- dal nome datole dall'esploratore spagnolo Alonso de Ojeda nel 1499: Oro Hubo = c'era oro nella sua lingua, data la presenza di questo metallo nell'isola; oppure può derivare dal termine Arawak oibubai = guida.

 Australia:
- dal latino Terra Australis Incognita = Terra Meridionale Sconosciuta, espressione presente nelle cartografie per indicare questa parte di mondo non totalmente scoperta e quando si resero conto che le dimensioni della nazione erano eccessive rispetto a quella disegnata su mappa, le diedero un nome generico; in seguito Matthew Flinders (1774 – 1814), il primo a navigare intorno all'isola, usò il termine Australia in un suo libro del 1814: A Voyage to Terra Australis. In precedenza, esploratori olandesi usarono i termini Australisch e Hollandia Nova.

 Austria:
- dal tedesco Österreich, dall'antico tedesco ôstarrîhhi, che significa Marca dell'est, nome che nel IX secolo indicava il territorio ai confini del Regno dei Franchi, presso le aree slave: infatti fu sotto Carlo Magno e in tutto il primo Medioevo, che il territorio aveva negli atti ufficiali (scritti quindi in latino di quei tempi) il nome di Marchia orientalis, di cui il termine in volgare tedesco sarebbe la traduzione, apparso per la prima volta in un documento del 1º novembre 996, citato poi anche nella Divina Commedia di Dante Alighieri.
  - Nimsa (nome arabo): forse dal nome usato dagli Slavi per indicare la Germania.
  - Rakousko (nome ceco): (paese) di Rakousy, da Rakous (Tedesco: Raabs), importante fortezza nella Moravia al confine con l'Austria.
  - Itävalta (nome finlandese): calco sul nome locale, da Itä = est e valta = nazione.

 Azerbaigian:
- dall'azero Azərbaycan, corruzione di Atrpatakan = di Atropate, satrapo che rese indipendente la regione al tempo dei Seleucidi, nel IV secolo a.C., il cui nome significa in persiano protetto dal (sacro) fuoco. Il nome latino e greco era infatti Media Atropatene, citato da Diodoro Siculo e da Strabone, che comprendeva anche l'attuale provincia iraniana dell'Azerbaigian, e in tempi classici l'area attuale era chiamata Albania Caucasica e Iberia Caucasica, dove Albania e Iberia sono toponimi del Caucaso. Nel corso dei secoli il nome si è trasformato in Aturpatakan, Adharbadhagan, Azarbayagan, Azarbaidjan fino all'attuale forma; sotto il califfato arabo nel VII secolo d.C. il nome divenne Azerbaijan, in quanto gli Arabi non avevano il suono /p/ e il suono /g/. Gli antichi persiani lo chiamavano Aran, che potrebbe provenire dalla stessa radice di Iran - dall'indo-ario Aryanam = terra degli Ariani (Ariano viene da una radice che indicava in origine i nobili). Gli Iraniani considerano i termini Azerbaigian e Atropatene espressioni di cultura persiana, e chiamano la repubblica Azerbaigian turco, e gli abitanti Azeri Turchi; al contrario i turcofoni insistono sull'importanza del nome Azerbaigian, per questioni di distinzione culturale.

## B
Bahamas:
- dallo spagnolo Baja Mar = mare dal fondale basso: l'isola fu chiamata così dai conquistadores dopo aver navigato intorno alle sue coste. Il Paese comprende anche l'isola Guanahanì, la prima dove sbarcò Cristoforo Colombo, il quale la chiamò San Salvador, in onore a Gesù Cristo.

 Bahrein:
- dall'arabo Al Bahrain = due mari, forma duale di al Bahr = il mare: il Bahrain giace infatti in una baia formata dall'Arabia e dalla penisola del Qatar, e alcuni identificano i due mari come le acque che circondano il Bahrain a est e a ovest; oppure si crede sia dovuto al fatto che, essendo un'isola nel Golfo Persico, il Bahrain è diviso da un mare con l'Arabia Saudita a sud e con l'Iran a nord.

 Isola Baker (territorio degli Stati Uniti d'America):
- da Michael Baker, un uomo del Massachusetts che dichiarò di averla scoperta nel 1832.

 Bangladesh:
- dal portoghese Bengala, dal nome locale per l'etnia di stirpe indoeuropea, Bangali, che si riferisce a quelli che parlano la lingua bengali, localmente Bangla, e desh, che significa paese, quindi Paese dei Bengalesi; l'etnia deve il nome al termine Vanga/Anga, nome di un antico regno che era in queste zone verso il IX-VIII secolo a.C., oppure potrebbe derivare dal nome di una tribù Dravidica chiamata Bang, insediatasi lì verso il 1000 a.C.
  - Pakistan Orientale (nome avuto dal 1947 al 1971, quando esso era un'exclave del Pakistan): per la sua posizione (v. Pakistan).

 Barbados:
- dal nome dato all'isola dall'esploratore portoghese Pedro Campos Os Barbados = i barbuti nel 1536, in riferimento ai molti alberi di fico presenti, con le loro radici simili a barbe, oppure semplicemente perché gli abitanti locali erano barbuti.

 Baschiria:
- dal nome del popolo dei Baschiri, dalle parole delle lingue turche Baš = capo, leader e kurt = lupo, animale sacro alle popolazioni turche (il nome alternativo Baškortostan ha per finale il suffisso persiano -stan = Paese).

 Belgio:
- dal nome di una tribù preromana celtica citata da Giulio Cesare, i Belgi, il cui nome potrebbe derivare dal celtico *belo, che significa luminoso, oppure potrebbe derivare dal nome della divinità gallica Belenos = il brillante, sempre dalla stessa radice, o ancora dalla radice *bholgh = utero, quindi discendenza comune, probabilmente intesa con le altre tribù vicine.

 Belize:
- dal modo spagnolo di pronunciare Wallace, il nome del pirata inglese che per primo si stabilì in Belize nel 1638; oppure potrebbe venire dal Maya belix = acqua fangosa, riferita al fiume Belize.
  - Honduras Britannico (vecchio nome avuto dal 1872 al 1981): in contrapposizione al vicino Honduras di dominio spagnolo. (v. Honduras).

 Benin:
- dal nome di un golfo che lambisce le sue coste, che fu scelto per la sua neutralità, in un paese diviso etnicamente e politicamente: la parola Benin infatti richiama ad un antico regno omonimo, esistito dal 1180 al 1897 e sviluppatosi nello Stato di Edo con capitale Benin City, nell'attuale Nigeria e quindi non correlato con l'attuale stato; il nome Benin deriva a sua volta da Ubini, che in lingua yoruba significa terra di litigi, in quanto riferito a un momento storico di divisioni e lotte nel popolo Yoruba, parola che fu poi adattata in portoghese nell'attuale forma.
  - Dahomey (vecchio nome avuto dal 1958 al 1975): deriva dal nome di un altro regno, chiamato Fon o Dahomey, esistito nella zona dal 1625 al 1893, che deve il nome ai Fon, uno dei gruppi etnici principali del paese; Dahomey/Danhome/Danxome hanno la stessa origine e significano Dovrei aprire la mia pancia e fartici costruire una casa?!, leggendaria frase sarcastica che la tradizione attribuisce a Da (o Dan), capo tribù dei Gedevi, rivolta al re Dakodonu (che aveva chiesto al capo dei Gedevi delle terre per fare insediare il suo popolo): Dakodonu infatti aveva richiesto inoltre le terre personali di Da, che, dopo aver pronunciato la frase di collera, venne ucciso dal re dei Fon.

 Bermuda (territorio oltremare del Regno Unito):
- dal nome del capitano spagnolo Juan de Bermúdez, che scoprì le isole nel 1503, il cui cognome era di origine germanica.

 Bhutan:
- dal sanscrito Bhota-anta = fine del Tibet, in quanto il Paese si trova proprio alla fine delle alture e della cultura tibetane, da Bod = Tibet in tibetano.
  - Druk Yul (nome locale): Paese del Druk, cioè Paese del Drago del Tuono, il simbolo nazionale adottato dalla setta Drukpa della scuola Kagyu del Buddhismo Tibetano (conosciuta anche col nome di setta del cappello rosso, dal colore del cappello che i monaci adepti mettono in certe occasioni) nata nel Tibet ma affermatasi nel Bhutan nel XVII secolo, dove è la religione di stato.

 Bielorussia:
- dal bielorusso Belarus = Russia bianca/Rutenia bianca (v. Russia): il motivo esatto per cui si è scelto il colore bela = bianco potrebbe riferirsi a quando la nazione faceva parte della Rus' di Kiev, esistita dall'882 al 1240, dove nella Rutenia Nera erano presenti tribù baltiche pagane, al contrario del Granducato di Lituania, che era popolato da tribù slave appena cristianizzate.

 Birmania
- deriva dal birmano Bama, forma colloquiale di Myanma, con la quale condivide l'etimologia, che indica sia il popolo, sia la lingua e sia lo Stato birmani: Myanma potrebbe derivare dalle parole birmane myan = veloce e ma = forte, con riferimento alla lingua colloquiale birmana, dove in base al registro linguistico si usano parole diverse.
  - Myanmar (nome locale): nome in birmano (a cui si è aggiunta una r finale per facilitare la pronuncia della parola agli anglofoni) con cui è conosciuto il Paese sin dal 1948, ma che solo dal 1989 viene propagandato dal regime come l'autentico nome dello Stato, e quindi non visto bene dalle minoranze etniche del Paese, che continuano ad usare il nome inglese Burma.

 Bolivia:
- da Simón Bolívar (1783–1830), famoso militare anti-spagnolo e primo presidente del Venezuela dopo l'indipendenza nel 1825: il suo cognome deriva da La Puebla de Bolibar, un villaggio situato in Biscaglia, Spagna, il cui nome è di origine basca.

 Bosnia ed Erzegovina:
- dal nome delle due regioni storiche del Paese: Bosnia da un regno omonimo medievale esistito dal 1377 al 1463, ed evoluzione dell'omonimo Banato del Regno d'Ungheria, esistito dal 1154 al 1377, che prende il nome dal fiume Bosna, citato nella Tabula Peutingeriana e nel De Administrando Imperio di Costantino VII dell'Impero Romano d'Oriente nella forma latina Bathinus, che deve il nome (con un tramite illirico) alla radice indoeuropea *bogh = acqua corrente; mentre l'Erzegovina prende il nome dal bosniaco Hercegovine = Ducato, da Harceg/Herceg (corrispondente del tedesco Herzog) = Duca: fu infatti proprio Stjepan Vukčić Kosača, nobile Bosniaco, che governando la zona (conosciuta allora col nome di Hum/Zahumlje, dal nome greco della tribù slava degli Zachlumoi) dai primi del 1300, nel 1448 si fece cadere il titolo di Voivoda e assunse invece il titolo di Herceg di Hum e della Costa.

 Botswana:
- dal nome dell'etnia principale, gli Tswana, che parla la lingua Setswana, parlata dai Batswana, plurale di Motswana.
  - Bechuanaland (nome avuto dal 1885 al 1966): deriva da Bechuana, primo modo inglese di pronunciare Botswana.

 Isola Bouvet (territorio della Norvegia):
- dal nome dell'esploratore francese che nel 1739 scoprì la remota isola, Jean Baptiste Charles Bouvet de Lozier.

 Brasile:
- da quello di una pianta, chiamata pianta brasile, perché il suo colore rosso assomiglia ai cioppi ardenti di carbone, chiamati per l'appunto brasa in portoghese, mentre in Tupì è chiamata ibirapitanga = legno rosso; oppure può derivare da una storia che si rifà al mito irlandese di Hy Brazil, una isola fantasma simile alla Isola di San Brendano, nel sudovest dell'Irlanda: la leggenda era così forte che nel XV secolo molte spedizioni puntavano a trovarla, fra le quali quella di Giovanni Caboto; per questo non appena fu scoperto il Brasile da Pedro Álvares Cabral nel 1500, il mito avrebbe influenzato il nome della regione.

 Bretagna (regione della Francia):
- dal latino Britannia, dalla tribù Celtica dei Britanni = quelli colorati, dal verbo pritan = dipingersi/tatuarsi, in riferimento al rito di dipingersi il corpo in uso fra questa popolazione, rifugiatasi qui dopo le invasioni da parte degli Angli - tribù germanica - di quella che in seguito venne chiamata Gran Bretagna per poterla distinguere dalla regione francese.

 Brunei:
- dal termine hindi derivante dal sanscrito bhurni = terra/paese; oppure potrebbe derivare dall'espressione di gioia malese barunah! = grande!/eccellente!, in riferimento alla posizione dominante per i colonizzatori; fu in seguito rinominato Barunai nel XIV secolo, influenzato dal sanscrito varunai = marinai commercianti, prima di diventare l'attuale forma. Anche la parola Borneo ha la stessa origine. Nel nome ufficiale del Paese, Negara Brunei Darussalam, il primo elemento significa stato in malese e deriva dal sanscrito Nagara = città; mentre Darussalam significa residenza di pace in arabo.

 Bulgaria:
- dal popolo Bulgaro, che deve il suo nome al vocabolo turcico medievale Bulgha, che rimanda al concetto di "mischiare", "miscelare" o "disturbare", facendo quindi diventare l'etnonimo "Bulgari" traducibile come: ''i mischiati'' (il che ha senso, siccome i protobulgari che diedero vita alla Grande Bulgaria nelle steppe a nord del Mar Nero durante la prima metà del VII secolo erano una società mista di tribù turciche ed iraniche, con una predominanza culturale delle prime sulle seconde); o "i disturbatori", anche questo un significato molto probabile.

 Buriazia:
- dal nome della popolazione dei Buriati (chiamati anche Mongoli del nord), il cui nome viene dal turco bure = lupo (calco sul corrispondente termine mongolo chon) in quanto esso è il totem di vari popoli sia turchi che mongoli.

 Burkina Faso:
- da due termini nelle lingue principali del paese, indicando Terra degli uomini onesti/terra degli incorruttibili (Burkina viene dalla lingua more e Faso dalla lingua dioula).
  - Alto Volta (vecchio nome avuto dal 1958 al 1984): dato che i due principali affluenti del fiume Volta nascono proprio nel Burkina Faso.

 Burundi:
- dal nome di un omonimo regno esistito dal 1680 al 1966, da un termine della lingua locale significante Terra dei parlanti Kirundi.

## C
Calmucchia:
- dal nome della popolazione dei Calmucchi, discendenti dagli Oirati, una stirpe mongola che nel 1607 emigrò verso occidente e tra il 1630 e il 1724 stabilì un Khanato nell'attuale zona meridionale della Russia europea; il nome viene dal turco e significa restanti o restare, mentre il loro nome per la loro terra è Hal'mg Tanghch e quello per se stessi è Halimag = coloro che sono fuggiti, dal mongolo Halih = fuga.

 Cambogia:
- dal nome locale Kampuchea, che riprende il nome dell'antico Impero Khmer, esistito dall'802 al 1431 d.C.; il nome locale deriva a sua volta dal sanscrito Kambuja o Kamboja che si riferisce a una tribù Indo-Iraniana, stanziata nell'attuale Afghanistan, i Kamboja, chiamati così dal nome del loro capostipite, Kambu Svayambhuva, un saggio indiano della Civiltà vedica.

 Carelia:
- dal nome careliano Karjala, da karja = bestiame e -la, suffisso di luogo, quindi luogo per bestiame/terra di pascoli.

 Camerun:
- dal portoghese Rio dos Camarões = fiume dei gamberetti, riferito al fiume Wouri, scoperto dagli esploratori portoghesi nel XV secolo, attraverso la forma spagnola (Rìo de los) Camarones.

 Canada:
- dalla latinizzazione della parola Kanata = villaggio/colonia in un dialetto delle tribù Irochesi della fine del XVI secolo, idioma estintosi nel decennio successivo (I decade 1600), e parlato dagli abitanti di Stadacona e la regione vicina, presso l'attuale città di Québec; il nome fu poi esteso a tutta la nazione, che, prima di passare dalla Francia al Regno Unito con la guerra dei sette anni, aveva l'accento sull'ultima sillaba (Canadà); oggi la minoranza francese è perlopiù nel Québec.

 Capo Verde:
- dal portoghese Cabo Verde, la punta dell'Africa occidentale dove oggi è sita Dakar, la capitale del Senegal: infatti è da lì che si partiva per poter raggiungere l'arcipelago ed era così che facevano i primi esploratori costeggiando l'Africa occidentale.

 Isole Cayman (territorio oltremare del Regno Unito):
- dal nome imposto alle isole intorno al 1540 dagli esploratori spagnoli: Caymanas, dal nome del caimano, uno degli animali presenti nelle isole. 
  - Las tortugas (vecchio nome spagnolo): dal nome dato alle isole da Cristoforo Colombo, che le scoprì nel 1503, dopo che i venti lo portarono fuori dalla rotta da Panama a Hispaniola; dal nome spagnolo delle tartarughe, per la presenza di questi altri animali.

 Cecenia:
- dal termine che in russo indica i Ceceni, che può derivare dal nome del villaggio di Chechana o Chechen-aul vicino alla capitale Groznyj; oppure può provenire da chechenit'sya = parlare piano.
  - Noxçi, (nome locale): può derivare da nexça = formaggio di capra o da nox = aratro, oppure ancora dal profeta Noè (Nox in ceceno).

 Ciad:
- dal francese Tchad, dal Lago Ciad (in francese Tchad) nel sudovest del paese; il lago prende il nome a sua volta dal termine del dialetto locale bornu (Berbero) tsade = lago.

 Cile:
- da una parola in Mapudungun significante profondità, per il fatto che le Ande si gettano a capofitto sull'Oceano Pacifico, oppure dalla parola Quechua o Mapudungun chili/chilli = dove la terra finisce; oppure ancora dal termine tchili = neve, per via delle vette andine innevate.

 Cina:
- dalla dinastia Qin, durata dal 221 a.C. al 206 a.C., che fu la prima dell'era imperiale e che unificò il Paese, attraverso un tramite sanscrito e persiano (چین, Chin).
  - Zhonghua/Zhongguo (nome locale): = fiore di mezzo/Paese di mezzo in cinese mandarino.
  - Catai (nome medioevale): deriva dal turco Xytai e dal russo Китай (Kitai), dal nome di un popolo mongolo che si insediò nella Manciuria verso il X secolo d.C.

 Cipro:
- dalla parola greca Κύπρος (Kypros) = henna, data la presenza di questa pianta nell'isola, o da una parola della lingua eteocipriota che indica il rame, in riferimento all'abbondanza di questa materia prima nell'isola, che era sacra nell'antichità classica alla dea Afrodite, oppure ancora dalla presenza nell'isola del cipresso, in greco antico chiamato Kypárissos.

 Città del Vaticano: 
- dalla parola latina vaticinari = profetizzare, per la presenza del Mons Vaticanus dove sorge l'attuale stato: nome di origine etrusca, accostato poi alla pratica del vaticinio, molto diffusa fra gli Antichi Romani, che consisteva nella predizione del futuro.

 Isola Clipperton (territorio della Francia):
- dal pirata John Clipperton, che la scoprì per primo nel 1705.

 Isole Cocos (Keeling) (territorio dell'Australia):
- dalla presenza di cocco (coco in inglese, spagnolo e portoghese) sulle isole.
  - Isole Keeling (nome inglese): poiché sono state scoperte dal capitano William Keeling nel 1609.

 Colombia:
- dal nome di Cristoforo Colombo, a cui il Paese è stato dedicato, che però, nonostante ciò, non vi soggiornò mai.

 Comore:
- dalla locuzione in arabo Djazair al-Qamar = isole della luna.

 Isole Cook (territorio della Nuova Zelanda):
- dal nome del Capitano James Cook, che scoprì le isole nel 1770.

 Corea (del Nord e del Sud):
- dal nome della dinastia Goryeo, la prima dinastia coreana durata dal 918 al 1392 (con una parentesi dal 1270 al 1356 in cui era vassalla della Dinastia Yuan sotto i Mongoli); Goryeo deriva dal nome di uno dei tre regni precedenti a questa dinastia: Goguryeo, durato dal 37 a.C. al 668 d.C., il cui nome viene da una parola in coreano antico che può significare o castello o centro.
- Joseon (nome nord-coreano), dal nome della dinastia che regnò in Corea dal 1392 al 1897;
- Hanguk (nome sud-coreano), dal coreano han, nome generico degli antichi tre regni coreani (dal mongolo khan = grande/sovrano, titolo reverenziale) e guk = Paese.

 Corsica (regione della Francia):
- dal nome greco antico Korsis/Kyrnos, probabilmente correlato alla parola fenicia kir = penisola.

 Costa d'Avorio:
- dal francese Côte d'Ivoire per l'abbondante quantità di avorio pronto per il commercio; sempre quella regione dell'Africa fu nota come Costa dei cereali, Costa d'oro e Costa degli schiavi.

 Costa Rica:
- dal nome datole dall'esploratore spagnolo Gil González Dávila, indicando una regione dalla costa ricca.

 Croazia:
- dalla latinizzazione del nome croato Hrvatska, derivato da Hrvat = Croato: parola di origine ignota, forse termine usato dai Sarmati per indicare allevatore/pastore oppure termine slavo per indicare una catena di montagne.

 Cuba:
- dal termine in lingua Taino Cubanacan = luogo centrale; in Portogallo, alcuni credevano che il nome si riferisse al paese omonimo di Cuba, come se Cristoforo Colombo avesse inteso un collegamento; in portoghese e spagnolo, la parola cuba si riferisce a botti per la conservazione di bevande.

## D
Daghestan:
- dalla parola Dagestan/Dagistan (Дагъистан - داغستان) = Paese delle montagne, dalla parola turca dağh = montagna e dal suffisso persiano -stan = Nazione/Paese, adattato poi alla pronuncia italiana.

 Danimarca:
- dal nome locale Danmark = marca dei Dani, una tribù germanica presente nel territorio fin dai tempi antichi; l'etnonimo sembra derivi, attraverso un tramite germanico, dall'indoeuropeo *dhen = basso/piatto, in riferimento al territorio pianeggiante, a causa dell'ultima glaciazione, più mark = (territorio di) frontiera, voce germanica di origine indoeuropea, col significato di segno/tacca.

 Dominica:
- dal fatto che Cristoforo Colombo scoprì l'isola di domenica (Dominica dies = giorno del Signore in latino, da Dominus = Signore) durante il suo primo viaggio nel 1492.

## E
Ecuador:
- dallo spagnolo Ecuador = Equatore, dato che il Paese è attraversato proprio dall'Equatore terrestre.

 Egitto:
- dall'antico greco (attestato fra i Micenei) Αίγυπτος (Aígyptos) che secondo Strabone deriva da Αιγαίου υπτίως (Aigaiou hyptios) = la terra sotto il Mar Egeo, attraverso la forma latina Aegyptus; oppure dal nome egizio di Menfi, *ħāwit kuʔ pitáħ = casa dell'anima di Ptah, dio demiurgo della città. 
  - Mişr (nome arabo, pronunciato Maşr): diffusa parola di origine semitica, usata già dagli Accadi per indicare l'Egitto, significante in arabo città.
  - Kême (nome copto): terra nera, riferito al limo del Nilo depositato sui campi dopo le alluvioni, opposta al deserto, terra rossa.

 El Salvador: 
- dallo spagnolo Il Salvatore, aggettivo riferito a Gesù Cristo.

 Emirati Arabi Uniti:
- Emirati sono le terre di un emiro, dall'arabo amīr = comandante; Arabi dal nome dell'etnia locale (v. Arabia Saudita); uniti allude al fatto che il Paese è una federazione di sceiccati.
  - Stati della Tregua (vecchio nome avuto dal 1840 al 1971): calco sull'inglese Trucial States, in riferimento alla tregua del XIX secolo fra il Regno Unito e gli sceicchi arabi locali.

 Eritrea:
- dal nome datole dai mercanti della Repubblica di Venezia ed in seguito dai colonizzatori italiani: viene dal nome latino del Mar Rosso, Mare Erythraeum, a sua volta calco sul greco antico: Erythrea Thalassa.

 Estonia:
- dal nome della tribù baltica Æsti descritta da Tacito nella sua opera del 98 d.C. De origine et situ Germanorum, che probabilmente cita precedenti fonti greche; la zona descritta dovrebbe corrispondere all'attuale Masuria, in Polonia.
  - Chud (nome slavo): dal gotico, significando popolo. (Cfr. il Lago dei Ciudi, per l'appunto in Estonia).
  - Igaunija (nome lettone): dal nome dell'antica tribù Ugaunia, stanziata nel sud-est dell'Estonia.
  - Viro (nome finlandese): dal nome dell'antica tribù Vironia, stanziata nel nord dell'Estonia.

 Etiopia:
- dal greco Αἰθιοπία (Æthiopia in latino), da Αἰθίοψ (Æthiops in latino) = Etiope, ma anche dal volto [ὄψ] bruciato [αιθ-]/dalla carnagione scura.
  - Abissinia (antico nome non ufficiale in uso dal 1137 al 1936 e dal 1941 al 1974): da un termine, Habesha, che in lingua ge'ez, oggi estinta, indica l'etnia principale delle tribù d'Etiopia.

 Isola Europa (territorio della Francia):
- dal nome della nave inglese Europa, che la scoprì nel 1774.

## F
Isole Falkland (territorio oltremare del Regno Unito): 
- dal nome dato alle isole e prima ancora allo stretto tra le due dal capitano inglese John Strong, in onore di Anthony Cary, V visconte di Falkland, la cui famiglia veniva dalla Scozia. 
  - Islas Malvinas: (nome spagnolo) dal luogo di provenienza dei pirati francesi che frequentavano le isole verso il 1690, Saint-Malo in Bretagna.

 Fær Øer (territorio della Danimarca): 
- dal Faeroerese Føroyar = isole delle pecore, composto di Før = pecora e oyar plurale dell'arcaico oy = isola.

 Figi: 
- dalla pronuncia inglese del nome usato dagli abitanti di Tonga per identificare l'isola principale Viti Levu: fisi.

 Filippine: 
- dal nome del re Filippo II di Spagna, 1556–1598, con suffisso aggettivale e desinenza femminile plurale (in spagnolo las Islas Filipinas). Prima dell'arrivo degli spagnoli vi erano altri nomi: Katagalugan (usato dal movimento rivoluzionario indipendentista anti-spagnolo della fine del XIX secolo Katipunan) che significa terra sui fiumi, ovvero la regione del Tagalog; e Maharlika (che indicava la bassa nobiltà nelle Filippine precoloniali e significa libero).

 Finlandia: 
- dallo svedese Finland, composto dell'antico normanno Finnr = Finni e il germanico land = terra, quindi Terra dei Finni; l'etnonimo Finni, già menzionato da Tacito in una sua opera del 98 d.C., secondo alcuni linguisti deriva da una parola germanica generatrice dell'inglese fen e dell'italiano fango, oppure da un'altra parola sempre germanica che significa vagabondo, in riferimento al popolo Sami. 
  - Suomi (nome locale): etimologia incerta; forse dalla radice baltica *zeme = terra, contrapposta al Mar Baltico (di origine indoeuropea, cfr. russo zemlja), o da un'antica radice indoeuropea col significato di uomo, quindi terra abitata.

 Francia:
- dal francese France (entità statale esistente dall'888 d.C., anno in cui l'Impero carolingio si divise in due regni: Regno di Francia appunto e Sacro Romano Impero), da una parola latina medievale che ricalca l'etnonimo della tribù germanica dei Franchi per indicare se stessi (forse da una radice germanica che indica la lancia, quindi popolo guerriero). Il termine franco passò poi ad indicare in molte lingue anche non romanze il concetto di libero, essendo questa tribù fatta da uomini liberi, al contrario dei Galli, già sottomessi all'Impero romano.
  - Gallia (nome latino); Γαλλία (nome greco); Bro-C'hall (nome bretone): dal nome della tribù celtica dei Galli. (Cfr. Il nome di simili tribù Celtiche: come i Gallesi, i Galati e il nome Galizia).

## G
Gabon: 
- da Gabão, il nome portoghese della foce ad estuario del fiume Komo: chiamato così per la sua forma (gabão, nome di copricapo in portoghese, dall'arabo قباء qabā'); in seguito, quando la zona venne colonizzata dai francesi durante la mischia per l'Africa essi lo chiamarono Estuaire de Gabon, e da lì il nome si estese all'intera nazione.

 Galles:
- dall'antico inglese Wælisc/Welisc o Wielisc/Wylisc, dal proto-germanico Walh/Wealh = Celtico (da cui il nome in inglese: Welsh) o straniero (dal punto di vista germanico); in italiano e in francese la forma Galles ha la stessa derivazione, in quanto in inglese e francese spesso 'g' e 'w' sono intercambiabili, specie se all'inizio di parola.

 Gambia: 
- dal fiume Gambia che attraversa il Paese: il fiume prende il nome dal portoghese câmbio = commercio/scambio, in riferimento ai commerci effettuati in passato nella regione dal Portogallo.

 Georgia: 
- dal nome persiano Gurjan, da una radice indoeuropea col significato di terra montagnosa, da cui anche il siriaco gurz-an/gurz-iyan e l'arabo jurjan/jurzan; invece l'attuale zona, al tempo dei Greci, era definita Colchide la parte esposta verso il mar Nero e Iberia Caucasica la parte verso est, questa chiamata dai Georgiani Kartli. In seguito, per etimologia popolare, il nome si adattò a quello di San Giorgio, a cui il popolo divenne devoto, tanto da far coincidere o anche sostituire per questioni di tradizione il vecchio culto pagano con la nuova fede.
  - Sakartvelo (nome locale): deriva dal nome del progenitore mitologico della Georgia Kartlos, pronipote di Jafet, uno dei figli di Noè; il nome dei Georgiani per se stessi è Kartvelebi, mentre quello per la loro lingua è Kartuli.
  - Gruzia: (Грузия in russo e anticamente Gurzia, Гyрзия) e Gorjestân (گرجستان) in persiano, entrambe dalla stessa origine del nome italiano.
  - Vrastan: (Վրաստան in armeno), forse da un termine persiano, vrak, che sta alla base del nome Ircania, col significato di terra di lupi, più il suffisso persiano -stan = Paese, nazione.

 Georgia del Sud e Isole Sandwich Australi (territorio del Regno Unito):
- dal nome dato alle isole il 17 gennaio 1775 dal capitano inglese James Cook: Isle of Georgia in onore di Giorgio III del Regno Unito, mentre le Isole South Sandwich in onore di John Montagu, IV conte di Sandwich, che spesso aiutò le spedizioni di Cook; la specificazione South fu aggiunta per distinguerle dalle Hawaii, allora chiamate Isole Sandwich.

 Germania: 
- dal nome latino Germania, attestato negli scritti di Giulio Cesare nel I secolo a.C., dal nome della tribù dei Germani, di etimologia incerta: probabilmente dalla radice celtica gair = vicino oppure gairm = grido di battaglia, quindi (tribù) rumorosa; l'italiano, e altre lingue romanze come il romeno, usano la forma Germania, come anche in Irlanda, An Ghearmáin, e in inglese, Germany.
  - Deutschland (nome locale): dal proto-germanico *diutisc = del popolo e land = terra, quindi terra del popolo; dalla stessa radice l'olandese Duitsland, il danese Tyskland, usato anche dal norvegese e dallo svedese), l'islandese Þýskaland e anche il nostro aggettivo tedesco.
  - Allemagna (in italiano antico, Allemagne in francese, Alemania in spagnolo, Alemanha in portoghese, ألمانيا 'Almāniyā, in arabo e Almân in persiano): tutti provengono dal nome degli Alemanni, tribù o confederazione Sveva del sud della Germania, forse significante (alleanza di) tutti gli uomini, oppure dall'indoeuropeo al = altro, quindi altri uomini (può darsi rispetto ai cittadini dell'impero romano).
  - Niemcy (in polacco, Německo in ceco, Nemecko in slovacco, Nemčija in sloveno e anche l'ungherese Németország): da una radice slava che significa coloro che non parlano la nostra lingua.
  - Saksa (in estone e in finlandese): dal nome della tribù dei Sassoni, da una radice germanica che indica il coltello, strumento molto usato dai Sassoni, a sua volta da una radice indoeuropea che significa tagliare.

 Ghana: 
- dal nome dell'impero omonimo, esistito dal 300 circa al 1200 circa d.C., situato tra gli attuali Mali e Mauritania; l'impero deve il nome ad un termine in lingua locale Ghana, che vuol dire re guerriero.
  - Costa d'Oro (vecchio nome avuto dal 1821 al 1957): per l'enorme quantità di oro trovata dai colonizzatori nel Paese.

 Giamaica: 
- dalla parola in lingua Taino Xaymaca/Hamaica = (terra/isola) ricca di sorgenti o forse terra di legno e acqua.
  - Santiago: nome datole da Cristoforo Colombo, che però non attecchì, da una forma dialettale spagnola per dire San Giacomo.

 Giappone: 
- da una variante di Cipangu, resa italiana di Marco Polo del nome in lingua cantonese delle isole 日本, jitpun (Riben in cinese mandarino) = origine del sole (da cui deriva Terra del Sol Levante, nome tipico del Giappone data la sua posizione a estremo oriente, dove appunto sorge il sole); conosciuto anche, sempre per lo stesso motivo, come Impero del Sole.
  - Nippon/Nihon (nome locale): dalla pronuncia locale dei caratteri 日本; il nome giapponese per la loro etnia è Nihonjin, mentre per la loro lingua è Nihongo.
  - Wa (vecchio nome cinese): probabilmente dal nome di un gruppo etnico chiamato così per la sua bassa statura o per l'abitudine di mostrare rispetto nel salutare inchinandosi (wa in cinese ha il doppio significato di basso e di obbediente/sottomesso).

 Gibilterra (territorio della Corona del Regno Unito):
- da una cattiva traduzione della parola araba Jebel al-Tariq = montagna di Tariq, chiamata così da Tariq ibn Ziyad, un condottiero berbero che nel 711 d. C. preparò l'invasione della penisola Iberica, cacciando i Visigoti.

 Gibuti:
- dalla parola della lingua degli Afar gabod = nome di un tipo di carrello di lavoro che in arabo è chiamato gabuti, per riferirsi a un promontorio dalla forma simile presente nel Paese.
  - Somalia Francese (vecchio nome avuto dal 1896 al 1967): da Francia (v.), potenza coloniale di appartenenza, e da Somalia (v.).
  - Territorio Francese degli Afar e degli Issa (vecchio nome avuto dal 1967 al 1977): da Francia e dal nome dei due maggiori gruppi etnici del Paese.

 Giordania: 
- dal nome del fiume Giordano, derivante dalla radice ebraica e canaanita rdn = scendere (in questo caso verso il Mar Morto). Il fiume Giordano funge da confine tra Giordania e Israele e tra questa e lo Stato di Palestina. Dagli antichi romani la regione del fiume era chiamata Nabataea dal nome di una tribù locale citata anche nella Bibbia, e comprendeva territori di entrambe le sponde, e raramente anche il territorio della Penisola del Sinai (attuale Egitto).
  - Emirato di Transgiordania (vecchio nome avuto dal 1921 al 1949, quando era parte del Mandato britannico della Palestina): dal prefisso latino Trans- = oltre, e il nome del fiume Giordano.
  - Urdun/Al Urdunniyah (nome locale): traduzione in arabo del fiume Giordano, talvolta chiamato Urdan.

 Isole Gloriose (territorio della Francia):
- dal francese Îles Glorieuses = Isole Gloriose, dovuto all'aspetto delle isole agli occhi degli scopritori.

 Grecia:
- dal latino Graecia, dal popolo dei Greci, Graeci in latino, dal greco antico Γραικοί, in origine nome usato da Aristotele come attributo di un popolo dell'Epiro della zona intorno alla città di Dodona, il primo venuto a contatto con i Romani, i quali poi estesero il nome a tutta l'attuale Grecia.
  - Hellas (nome locale): dal popolo degli Elleni, mitologico antico popolo discendente di Elleno, figlio di Deucalione e Pirra, re di Ftia in Tessaglia, capostipite di tutti gli antichi greci con i suoi figli Ione o Iono, Eolo, Acheo o Danao e Doro; per etimologia popolare il nome è stato accostato a ἥλιος, hḕlios = sole, quindi terra di luce.
  - Hurumistan (nome curdo): da Hurum, antico nome per la zona, e il suffisso persiano -stan = nazione.
  - Saberdzneṭi (საბერძნეთი, nome georgiano): da brdzeni = saggio, quindi terra dei saggi.
  - Yunanistan (nome azero e turco); al-Yūnān (nome arabo); Yunān (nome persiano); Yavan (nome ebraico): dal nome della Ionia, una zona greca dell'Asia Minore, nell'attuale Turchia.

 Groenlandia (territorio della Danimarca): 
- dal nome dato all'isola dal condottiero e navigatore norvegese Erik il Rosso nel 982: significa terra [land] verde [grœn/grøn] entrambi elementi di origine germanica.
  - Kalaallit Nunaat (nome locale eschimese): significa terra [Nunaat] degli umani [Kalaallit] (nome del principale gruppo etnico locale).

 Grenada: 
- dal nome probabilmente della città spagnola di Granada dato all'isola dagli scopritori; il nome è di origine araba (Ġarnāæ æṭa: غرناطة) e risale all'anno 1000 d. C. circa. 
  - Concepción (vecchio nome spagnolo): nome con cui Cristoforo Colombo originariamente chiamò l'isola durante il suo terzo viaggio nel 1498, significa Concezione.

 Guadalupa (territorio della Francia): 
- dal nome con cui Cristoforo Colombo chiamò l'isola quando la scoprì nel 1493 in onore di Santa Maria di Guadalupe, in Estremadura, il cui nome del comune è di origine araba.

 Guam (territorio degli Stati Uniti d'America): 
- dal termine della lingua chamorro guåhån = noi abbiamo.

 Guatemala:
- dal termine della lingua nahuatl Cuauhtēmallān = terra dai molti alberi/foresta oppure da Cuauhtēmellān = terra delle aquile.

 Guinea: 
- dal termine della lingua tuareg (Berbero) aginaw/Akal n-Iguinawen = nero/terra dei neri, attraverso il portoghese Guiné e il francese Guinée.
  - Guinea Francese (vecchio nome avuto dal 1894 al 1958): da Guinea (v.) e Francia, la potenza coloniale di appartenenza.

 Guinea-Bissau: 
- da Guinea (v.) e dal nome della città capitale, Bissau, sul modello del Congo, chiamato nel linguaggio comune Congo Brazzaville sempre dal nome della città capitale.
  - Guinea Portoghese (vecchio nome avuto dal 1474 al 1974): da Guinea e Portogallo, la potenza coloniale di appartenenza.

 Guinea Equatoriale:
- da Guinea (v.) ed Equatoriale perché il Paese è attraversato dall'Equatore, anche se in realtà non è l'entroterra a toccare l'Equatore, bensì una sua isola: Annobón.
  - Guinea Spagnola (vecchio nome avuto dal 1778 al 1968): da Guinea (v.) e Spagna, la potenza coloniale di appartenenza.

 Guyana: 
- dal termine di una delle lingue arawak Guyana = terra dalle molte acque per la zona, che è ricca di fiumi; oppure da un termine che significa rispettabile.
  - Guyana britannica (vecchio nome avuto dal 1814 al 1966): da Guyana e Regno Unito di Gran Bretagna e Irlanda del Nord, la potenza coloniale di appartenenza.

 Guyana francese (territorio della Francia): 
- da Guyana (v.) e Francia (v.).

## H
Haiti: 
- Dalle lingue native Taíno e Arawak, Hayiti o Hayti, significanti "terra montagnosa", in origine Hayiti. La nazione occupa la parte occidentale di Hispaniola ("piccola Spagna").

 Honduras: 
- Cristoforo Colombo chiamò il paese "Honduras", "profondità", per le coste profonde nella parte nord del paese.

 Hong Kong (regione amministrativa speciale della Cina): 
- Potrebbe derivare dal cantonese "香港", ossia "Porto profumato" o "Porto dell'incenso"; traslitterato "Heung Gong". L'originale "porto profumato" si trova fra Ap Lei Chau (鴨脷洲) e il sud dell'isola di Hong Kong. L'incenso veniva dall'isola di Kowloon e veniva preparata per l'esportazione.

 Isola Howland (territorio degli Stati Uniti d'America): 
- Il capitano George E. Netcher chiamò l'isola dalla sentinella che dalla sua nave Isabella vide per primo l'isola il 9 settembre 1842.

## I
India: 
- Deriva da Sindhu, il nome originale del fiume Indo (oggigiorno in Pakistan), che dà il suo nome alla terra dei Sind. Il nome derivato dal persiano è Hind, per indicare le aree di Pakistan e India.
  - Sanscrito Bharat: deriva dai nomi dei due antichi re chiamati Bharata.
  - Hindi Hindustan: deriva dal nome Hind e dal suffisso persiano -stān ossia "terra". In arabo è chiamata al-Hind (الهند), e Hind (هند) in persiano.
  - Dzongkha: rGya.gar
  - Ebraico: Hodu

 Indonesia: 
- Nome inventato nel XIX secolo per "Isole Indie", dal greco νῆσος (nēsos, "isola"), e il nome "India". (Anticamente l'Indonesia era nota come "India Orientale".)
  - Indie Orientali Olandesi (Olandese: Nederlands Oost-Indie) (vecchio nome): dal nome della potenza coloniale, i Paesi Bassi.
  - Vietnamita: Nam Dương.

 Inghilterra:
- Deriva dall'antico inglese Englaland, letteralmente "terra degli Angli". Le lingue locali di Irlanda e Scozia parlano dell'Inghilterra come "terra dei Sassoni": Sasana e Pow Saws, ossia "paese Sassone".

 Iran: 
- "Terra degli Ariani" che in persiano antico sta per "terra dei liberi/nobili". Il termine "Aria" viene dall'Indoeuropeo, radice che sta per "nobile", "libero". Un derivato è il termine greco "aristocratico".
  - Persia (vecchio nome): dal latino di origine greca Persis, dall'antico persiano Paarsa, regione corrispondente all'attuale Fars. Nel mito si narra che la "Persia" sia la "terra di Perseo".
  - Swahili: Uajemi. Dall'arabo Ajam, i non-arabi.

 Iraq: 
- Dalla città di Erech/Uruk, presso il fiume Eufrate. Alcuni archeologi identificano Uruk come maggior città dei Sumeri. Un'altra teoria fa derivare Iraq da Irak, ossia "Iran Inferiore". Per secoli la regione è stata chiamata "Iraq persiano" (arabo: Iraq ajemi: Iraq di coloro non-arabi).
  - Mesopotamia (nome storico): dal greco meso- (fra) e potamos (fiume), ossia "In mezzo ai fiumi"); il Tigri e l'Eufrate.

 Irlanda: 
- Deriva da "Eire", dal celtico *Īweriū, "terra fertile" o "luogo di Éire (Eriu)", divinità celtica.
  - Latino: Hibernia. Dalla parola hibernus ("inverno").
  - Gaelico: Eirinn. Un caso grammaticale della parola Éire. In gallese è Iwerddon; nel dialetto della Cornovaglia è detta Ywerdhon o Worthen; mentre in bretone è chiamata Iwerzhon.

 Islanda: 
- "Terra di ghiaccio" (Ísland in islandese). A coniare questo nome fu il conquistatore Flóki Vilgerðarson, riferendosi a "un golfo pieno di ghiaccio" trovato in primavera. Questo accadde dopo un inverno rigido dove la maggior parte dei rifornimenti deperì e si discuteva se lasciare l'isola.

 Israele: 
- Deriva dal nome del patriarca Giacobbe, noto anche come Israele, "che ha lottato con Dio". In un racconto della Genesi Giacobbe lottò con forza contro uno straniero presso un fiume. Dio cambiò il suo nome in Israel, dato che accettò Dio e con l'aiuto divino sconfisse lottando lo straniero.

 Italia: 
- Prende il nome dall'eroe mitologico Italo.
- Un'altra versione sostiene derivi dal latino Italia, derivato dal greco Ιταλία, dal nome del popolo degli Ιταλοί, popolazione della parte meridionale della Calabria. Probabilmente questo nome derivava da ιταλός (italós, "toro"), citato in un testo di Esichio di Alessandria. Questo termine greco giunse al latino sotto forma di vitulus ("vitello"). Un problema ancora irrisolto è la differenza sostanziale fra il "toro" greco e il "vitello" latino. Secondo alcune fonti, in Osco l'Italia era chiamata Víteliú, derivazione dal greco Ιταλία e dal latino Ītalia. Ancora Marco Terenzio Varrone e Aulo Gellio scrissero che il nome proveniva dall'abbondanza di bestiame della regione.
- Un'altra ipotesi ancora di derivazione è quella che vede il nome Italicus, che era il nome di un totem di una tribù stabilitasi in Calabria, come parola di partenza. La Calabria infatti, prima di chiamarsi Enotria, portava il nome di Italia proprio dal nome del totem. Dunque il nome Italia deriva dal nome antico che portava l'attuale Calabria.
  - Italia in Antico Russo: Friagi o Friaz. Dal nome dei Bizantini usato per indicare i Franchi.
  - Italia in Islandese: Vallandr. "Terra di Valer" (Stesso etimo di "Włochy").
  - Italia in Polacco: Włochy. in Ungherese: Olaszország. Dal Termine germanico walhaz, che indicava i popoli stranieri di lingua romanza e celtica

## J
Isola Jarvis (territorio degli Stati Uniti d'America):
- L'isola fu chiamata così in onore dei fratelli Edward, Thomas, e William Jarvis, proprietari del veliero britannico Eliza Francis; al momento della scoperta guidato dal Capitano Brown.

 Jersey:
- Deriva dal suffisso norreno -ey, ossia "isola". Il significato però della prima parte è ancora incerto. Potrebbe derivare dal termine jarth ("terra") o jarl ("conte"), o ancora da un nome di persona, Geirr, quindi "Isola di Geirr".

 Atollo Johnston (territorio degli Stati Uniti d'America):
- Dal nome del capitano Charles J. Johnston, comandante della nave Cornwallis, che scoprì l'atollo il 14 dicembre 1807.

 Juan de Nova (territorio della Francia):
- Chiamata così da João da Nova, esploratore portoghese del XV secolo.

 Jugoslavia: 
- Da Jugoslavija, che significa "Terra degli slavi del sud". Infatti nelle lingue slave meridionali jug significa "sud".

## K
Kazakistan:
- "Terra dei Kazaki". Kazako significa all'incirca "indipendente-ribelle-girovago-coraggioso-libero". il termine russo kazak (казак) si è mutato nel tempo in "Cosacco". Inoltre vi è il suffisso persiano -stan, ossia "terra".

 Kenya:
- Dal nome del monte Kenya, dal nome kĩkũyũ Kere-Nyaga ("montagna della bianchezza").
  - Africa Orientale Britannica (vecchio nome): dalla sua posizione nell'Africa e dalla potenza coloniale del Regno Unito.

 Kingman Reef (territorio degli Stati Uniti d'America):
- Dal capitano W.E. Kingman, che scoprì la zona a bordo della nave Shooting Star il 29 novembre 1853.

 Kiribati:
- Adattamento dal nome "Gilbert", dal vecchio nome delle "Isole Gilbert". La pronuncia è "Kiribati": 'kiribas.
  - Isole Gilbert (vecchio nome): dal nome del capitano inglese Thomas Gilbert, che scoprì le isole nel 1788.

 Kirghizistan:
- Deriva da tre parole: kyrg ossia "quaranta", yz che significa "tribù" e -stan, "terra": "terra delle quaranta tribù". Altre fonti fanno derivare il nome da kyrg ossia "quaranta", yz che significa "ragazze" e -stan, "terra": "terra delle quaranta ragazze".

 Kosovo:
- Nome molto diffuso in tutta l'area slava, derivata dalla parola kos, che significa "merlo".

 Kuwait:
- Dall'arabo Kut o Kout, che significa "fortezza costruita vicino all'acqua".

## L
Laos: 
- Nome creato ai tempi dell'Indocina Francese, deriva dal termine lao lao, ossia "Laotiano", che ha origine dall'indiano lava. (Lava è uno dei figli del dio Rāma). Potrebbe derivare anche dal cinese Ai-Lao, nome per indicare il popolo Tai, a cui appartengono i Lao.[1] Chiamato anche Lan Xang o "terra di un milione di elefanti".

 Lesotho: 
- Dal modo di chiamarsi nella lingua dei Sotho, maggiore etnia del paese. Il nome significa "nero" o "di carnagione scura".

 Lettonia: 
- Dal nome locale Latgale: Lat- parte comune in molti idronimi baltici, e -gale, ossia "terra", di origine baltica.

 Libano: 
- Il nome Libano (Lubnān in arabo; Lebnan o Lebnèn nel dialetto locale) deriva dal semitico e indica il concetto di "bianco" e "latte". Questo nome è riferito alla neve sulla cima del Monte Libano. Tale nome appare anche in alcune tavolette dei racconti di Gilgamesh (2900 a.C.), in testi della biblioteca di Ebla (2400 a.C.), e nella Bibbia (citato 71 volte nell'Antico Testamento).

 Liberia: 
- Dal latino liber: "libero", chiamata così per l'ideale di nazione abitata da ex-schiavi d'America divenuti uomini liberi.

 Libia: 
- Dal nome di una tribù dei Berberi chiamata Libiana dai Greci e Rbw dagli Egizi. Fino all'indipendenza, il nome "Libia" indicava il deserto fra la Tripolitania e la valle del Nilo verso ovest. Con il nome "Tripoli" indicante la nuova capitale, e la regione storica della "Cirenaica" diventata obsoleta, "Libia" divenne un nome adatto al nuovo paese, nonostante la maggior parte del deserto libico si trovi in Egitto.

 Liechtenstein: 
- Dal tedesco "pietra lucente". Il paese deve il suo nome alla dinastia Liechtenstein, che unì le contee di Schellenberg e Vaduz. L'imperatore del Sacro Romano Impero diede libertà ai regnanti di chiamare il regno con il loro nome. Liechtenstein e Lussemburgo sono i soli stati facenti parte dell'impero non assimilati da Germania, Austria e Svizzera.

 Lituania: 
- Può derivare dal nome del fiume Lietava. Questo idronimo risale alla radice lieti (radice lie-): "versare". Può derivare dal latino litus (litorale); nome apparso in un testo del 1009, riferendosi a una regione fra Russia e Prussia. Una credenza popolare dice che il nome lituano Lietuva derivi da lietus ("pioggia"), e quindi "luogo piovoso".
  - Lituano: Lietuva.

 Lussemburgo: 
- Dal celtico Lucilem "piccolo" (in inglese "little") e dal germanico burg: "castello", quindi lucilemburg: "piccolo castello". Liechtenstein e Lussemburgo sono i soli stati facenti parte dell'impero non assimilati da Germania, Austria e Svizzera.

## M
Macedonia del Nord: (FYROM)
- Il nome deriva dal greco Μακεδονία (Makedonia),[2] chiamata così per il popolo dei Macedoni, in greco Μακεδόνες (Makedones), termine riferito a μακεδνός (makednos), "lungo, alto",[3] della stessa radice di μάκρος (makros), "grande";[4] il nome poteva significare "abitanti a nord" o "quelli alti".[5] Esichio di Alessandria indica la parola come appartenente al dialetto dorico dal significato di "grande". Secondo l'ipotesi di S. P. Beekes, l'analisi morfologica di make- (radice) e -dnos (suffisso), rende possibile un'origine pre greca del termine.[6] L'acronimo FYROM "Former Yugoslav Republic of Macedonia" (Repubblica Ex-Jugoslava di Macedonia) veniva usato per distinguerla dalla regione greca omonima a seguito di un contenzioso con la Grecia relativo alla legittimità dell'uso del nome Macedonia.

 Madagascar: 
- Dal nome dell'isola in lingua malgascia: Madagasikara, che pressappoco significa "fine della Terra", riferendosi alla distanza della grande isola dalla terraferma. In Madaga-sikara, la parte sikara deriva dal sanscrito, che significa vetta.

 Malawi: 
- Da un termine locale significante "acqua fiammante" o "lingue di fuoco," forse derivanti dai riflessi abbaglianti del sole nel Lago Malawi. Il presidente Hastings Banda riportò in un'intervista che nel 1940 vide in una mappa intitolata "La Basse Guinee Contenant Les Royaumes de Loango, de Congo, d'Angola et de Benguela" un Lac Maravi, e da lì preferì in nome "Malawi" che il vecchio "Nyasa" (o "Maravi").
  - Nyasaland (vecchio nome): "Nyasa" letteralmente significa "lago" nei linguaggi indigeni. Tale nome fu applicato anche al Lago Malawi, ufficialmente Lago Niassa.

 Maldive: 
- Dall'arabo mahal ("palazzo") o Dhibat-al-Mahal / Dhibat Mahal, come gli arabi chiamavano il paese. Quindi significano "isole Palazzo", poiché sull'isola principale, Malé, vi era il palazzo del sultano. Alcuni fanno derivare il nome dal sanscrito maladvipa, ossia "ghirlanda di isole". Altri dal tamil malai o mala: "montagne", e il sanscrito diva: "isole", quindi, "Isole Montagne".
  - Dhivehi Raajje (nome locale): "Regno dei maldiviani". Dhivehi è il nome etnico dei Maldiviani e anche della loro lingua.
  - Arabo: Dhibat Mahal.

 Malaysia:
- La parola Malaya è la combinazione di due parole tamil e sanscrito, Malay o Malai (collina) e Ur (città), quindi "città collina". il nome è stato utilizzato da numerosi regni indiani già dal III secolo. Inoltre il suffisso greco/latino "-sia", a formare il nome Malaysia, letteralmente "terra dei Malesi". La parte continentale dello Stato è nella Penisola malese dal 1963, quando si unì ai territori nella parte nord dell'isola del Borneo, mentre Singapore si divise nel 1965.

 Mali: 
- Dall'antico regno africano omonimo, dove si trova la maggior parte del paese. La parola mali significa "ippopotamo" in Malinké e in Bamana.
  - Sudan Francese (vecchio nome). In francese "Soudan français". Guarda Sudan e Francia.

 Malta: 
- Deriva dal greco o dal fenicio. I greci chiamavano l'isola Melita, "miele", come anche fecero i Romani; fu conquistata successivamente dai Bizantini dal 395 all'870. È ancora chiamata "terra del miele".[7][8] Se invece è di origine fenicia, potrebbe venire da Maleth, "un porto".[9] il nome attuale è in lingua maltese, ed è un'evoluzione dei nomi precedenti.

 Isola di Man (territorio della Corona del Regno Unito):
- Il nome italiano e locale (Mannin), deriva da Manannán mac Lir, l'equivalente bretone e gaelico del dio Poseidone.

 Isole Marianne Settentrionali (in unione politica con gli Stati Uniti d'America): 
- Il portoghese Ferdinando Magellano (il primo europeo a vedere le isole nel 1521), le chiamò Islas de los Ladrones ("Isole dei Ladri"). Nel 1668, alcuni Gesuiti cambiarono il nome in Las Marianas in onore di Maria Anna d'Austria (1634-1696), vedova del re Filippo IV di Spagna.

 Marocco: 
- Da Marruecos, la pronuncia spagnola del nome della città di Marrakech, forse di origine berbera: tamurt: "terra" (o amur "parte") + akush: "Dio".
  - Arabo: Al Maghrib: "l'ovest più lontano".

 Isole Marshall: 
- Chiamate così dal nome del capitano inglese John Marshall, che documentò per primo l'esistenza dell'isola nel 1788.

 Martinica (territorio della Francia): 
- Quando Cristoforo Colombo scoprì l'isola nel 1502, la chiamò così in onore di San Martino.

 Mauritania: 
- In latino "terra dei Mori". Deriva dal nome della regione storica della Mauretania, che in realtà indicava un territorio posto più a nord, facente parte degli attuali Marocco e Algeria, a sua volta chiamata così dalle tribù dei Mori.

 Mauritius: 
- Chiamata Prins Maurits van Nassaueiland nel 1598, ossia Maurizio di Nassau (1567–1625), governante dei Paesi Bassi e Principe di Orange (1585–1625).

 Mayotte (territorio della Francia):
- Cattiva traduzione di Maore o Mawuti, il sultanato dell'isola verso il 1500.

 Messico
- Dal ramo Mexica degli Aztechi. L'origine del nome "Mexxica" è incerta. Alcuni dicono possa indicare il sole. Altri affermano derivi dal nome del capo Mexitli. Altri ancora credono possa derivare dal nome di una erba che cresce presso il Lago Texcoco. Leon Portilla afferma possa significare "ombelico della luna" dal Nahuatl metztli ("luna") e xictli ("ombelico").

 Micronesia
- Il nome deriva da due parole del greco: mikros ("piccolo") e nesos ("isola"), quindi "piccole isole".

 Isole Midway (territorio degli Stati Uniti d'America):
- Chiamate così per la loro posizione geografica, a metà fra Nord America e Asia, e presso la linea di cambiamento di data, (dall'altra parte del meridiano di Greenwich).[10] in origine chiamata "Isole Middlebrook" dal nome dello scopritore, il capitano N.C. Middlebrooks.

 Moldavia
- Dal nome del fiume Moldova in Romania, forse dal gotico Mulda: "sporco", "fango", passando per il Principato di Moldavia. In rumeno è chiamata Moldova.

 Monaco
- "Da solo", in riferimento al semidio Eracle, un tempo adorato con un santuario nel territorio. Altrimenti deriva dalla colonia greca di Monoikos, fondata verso il 600 a.C. dai Greci. Furono loro a costruire il santuario di "Eracles monoikos": μόνοικος significa "casa sola" o "tempio solo". Un'altra teoria proverrebbe dal nostro termine monaci, al tempo dei Grimaldi, padroni del territorio dal 1297.

 Mongolia
- Da mongol, che probabilmente significa "coraggioso" o "senza paura".

 Montenegro
- Furono i Veneziani a dare il nome Montenegro dopo l'apparsa del monte Lovcen o forse dalla vista dei boschi di conifere.
  - Crna Gora (nome locale): traduzione letterale del nostro "Montenegro".
  - Doclea (nome storico): Doclea, nome di una città nel primo Impero romano, dal nome di una tribù degli Illiri. In seguito i Romani corressero il nome in "Dioclea", poiché convinti che fosse collegata al nome di Diocleziano.

 Montserrat (territorio oltremare del Regno Unito): 
- Cristoforo Colombo chiamò l'isola "Santa Maria de Montserrate" mentre passò di lì nel 1493, in onore del Monastero di Montserrat in Spagna. "Montserrat" significa "montagna tagliata".

 Mozambico: 
- Dal nome dell'Isola di Mozambico, che prende il suo nome da un dominatore arabo, lo sceicco Mussa Ben Mbiki.

## N
Namibia: 
- Dal nome del Deserto del Namib. Namib significa "area dove non c'è niente" nella lingua Nama.
  - Africa Sud-Occidentale e Africa Sud-Occidentale Tedesca (vecchi nomi): data la posizione nel continente e dal nome della potenza coloniale di riferimento.

 Isola del Natale (territorio dell'Australia):
- dal nome datole dal capitano William Mynors, che la scoprì il giorno di Natale del 1643.

 Nauru: 
- Il nome "Nauru" può derivare dal nome locale Anáoero, che significa "io vado verso la spiaggia". I colonizzatori della Germania la chiamarono Nawodo o Onawero.

 Isola Navassa (territorio degli Stati Uniti d'America):
- Nel 1504, Cristoforo Colombo, bloccato in Giamaica, mandò alcune squadre di soccorso verso Hispaniola. Queste si imbatterono nell'isola durante il viaggio, ma non c'era acqua. Così la chiamarono "Navaza", nava- "piano", o "campo". I marinai evitarono l'isola inospitale per i seguenti 350 anni.

 Nepal: 
- Il toponimo "Nepal" deriva dal sanscrito nipalaya, che significa "ai piedi delle montagne", in riferimento alla vicinanza con l'Himalaya. (Come anche il nostro "Piemonte"). Altri indicano derivi dal tibetano niyampal, "terra sacra".

 Nicaragua: 
- Nome coniato dall'esploratore spagnolo Gil González Dávila da Nicarao, leader di un gruppo indigeno abitante le coste del Lago Nicaragua e agua, la nostra "acqua".

 Niger:
- Dal nome del Fiume Niger, dal nome locale Ni Gir o "Fiume Gir". Il nome, soprattutto dai latinisti, è stato portato a niger ("nero"), in riferimento al colore della pelle delle genti locali.

 Nigeria: 
- Dal Fiume Niger, che scorre nella parte occidentale della nazione prima di giungere nell'Oceano Atlantico.

 Niue (territorio della Nuova Zelanda): 
- Niu probabilmente significa "cocco" mentre é significa "vedere". Secondo una leggenda, i navigatori della Polinesia che per primi videro l'isola di Niue, videro in mare presso la costa una noce di cocco galleggiare. Vi è anche somiglianza con il nome inglese new, e il corrispettivo latino neo, "nuovo".

 Isola Norfolk (territorio dell'Australia): 
- Il primo europeo a vedere l'isola fu James Cook nel 1774, nel suo secondo viaggio nell'Oceano Pacifico. La chiamò così in onore di Edward Howard, Duca di Norfolk.

 Norvegia:
- Dalla lingua norrena norðr e vegr, "via settentrionale". Norðrvegr si riferisce allo sviluppo in lunghezza delle coste da sud verso l'Artico a nord.
  - Dai norvegesi chiamata Norge (Noreg in Nynorsk).
  - Antico Russo: Urmane, o Murmane: dalla pronuncia locale della parola "Normanni". Persiste ancor oggi con il nome della città di Murmansk.)

 Nuova Caledonia (territorio della Francia): 
- Il capitano James Cook chiamò così le isole nel 1774 riferendosi alla Scozia, in latino "Caledonia". Infatti le montagne che vide lì gli ricordavano quelle scozzesi.

 Nuova Zelanda: 
- Dalla provincia della Zelanda nei Paesi Bassi, "mare terra", riferendosi alle numerose isole presenti. Prima chiamata dagli olandesi Nieuw Zeeland, fu tradotta da James Cook in New Zealand e quindi in "Nuova Zelanda".
  - Aotearoa, nome usato dai Maori, e significa "terra della lunga nuvola bianca".
  - Nua Shealtainn in gaelico, ossia "Nuove Shetland" (Sealtainn). L'equivoco è nato dalla cattiva interpretazione di Zeeland, tradotta come Shetland.

## O
Occitania:
- Occitània in Occitano. Dal latino medievale Occitania (1290). Occ-, deriva da lingua d'oc, nome dato all'Occitano da Dante per il modo di dire "sì" (òc). La fine -itania potrebbe derivare dalla terminazione della parola Aqu-itania.

 Oman:
- Il nome Oman (anche Uman) è antico. Si dice fosse già usato da Greci e Arabi. Si parla anche di una città chiamata "Omana." Attualmente si dice che questa sia Sohar, città sulla costa del paese, ed è proprio l'antico nome di questa città a dare il nome allo Stato. Altri dicono venga dall'aggettivo aamen, o amoun, "uomo sedentario". Alcuni invece dicono derivi dal nome di una valle nello Yemen.

## P
Paesi Bassi: 
- Il termine in germanico per indicare proprio terre basse.
  - Olanda (regione dei Paesi Bassi; erroneamente spesso riferito al nome del paese): dal germanico holt-land ("terra boscosa").
  - Batavia (latino): dal nome della tribù dei Batavi.

 Pakistan: 
- Fu il nazionalista Choudhary Rahmat Ali a coniare questo nome il 28 gennaio 1933. Rahmat fece un acronimo usando nomi di regioni locali: P=Punjab, A=Afghania, K=Kashmir, S=Sindh e il suffisso -stan "terra" da Belucistan, così da formare "Pakstan". La "i" fu aggiunta per la pronuncia. Il termine persiano پاک pāk, significa "puro", così da poter dare un'altra etimologia: "terra del puro".

 Palau:
- Forse dal nome usato dai nativi. Un'alternativa è il nome Pelew.

 Palestina: 
- Dal nome degli antichi Filistei che abitavano l'area presso Gaza. A sua volta deriva dalla radice indoeuropea PLS, ossia "invadere", riferito al fatto che loro fossero uno dei "popoli del Mare" che invasero la regione in tempi biblici. I Greci per riferirsi alla fascia costiera usavano il nome Palaistinê. Erodoto e altri la considerarono parte della Siria. I Romani usavano la forma Siria Palaestina per indicare la regione della Giudea.
  - Jórsalaheimr, Jórsalaland, Jórsalaríki in lingua norrena: da Jórsala: Gerusalemme.

 Atollo Palmyra (territorio degli Stati Uniti d'America): 
- Dal nome della barca Palmyra, capitanata dall'americano Sawle. Fu il primo a vederla il 7 novembre del 1802.

 Panama: 
- Dal nome di un villaggio presso l'attuale capitale, Panama. Nella lingua cueva significa "terra d'abbondanza di pesce" oppure "luogo dei molti pesci".

 Papua Nuova Guinea: 
- Tale nome le fu dato nel XIX secolo. La parola "Papua" viene dalla lingua malay papuah, indicante i capelli mossi tipici dei Melanesiani. "Nuova Guinea" deriva dal termine usato dallo spagnolo Íñigo Ortiz de Retes, che notò la somiglianza degli abitanti locali con quelli della Guinea in Africa.

 Paraguay: 
- Una delle etimologie più diffuse è "acqua dei Payagua" (una tribù nativa). Un'altra dal Tupi-Guarani para ("fiume") e guai ("corona"), significando "fiume coronato". Una terza origine è para ("fiume"), gua ("da"), i ("acqua"), quindi "fiume che viene dall'acqua", riferita a una palude nel nord del paese, attualmente in Brasile.

 Perù:
- L'esatta origine del nome è sconosciuta. Per molti deriva dal nome locale biru, ossia "fiume" (come il fiume Biru in Ecuador). Alcuni la fanno derivare dal nome del capo tribù Beru. I conquistadores chiesero proprio a lui quale fosse il nome del luogo, ma non comprendendo la risposta decisero di utilizzare il suo nome.

 Isole Pitcairn (territorio della Corona del Regno Unito):
- Il nome fu dato alla sentinella che per prima vide l'isola nel luglio 1767. L'equipaggio era guidato da Philip Carteret sulla nave Swallow. La sentinella era il figlio del Maggiore Pitcairn.

 Polinesia francese (territorio della Francia):
- Il termine geografico "Polinesia" significa "molte isole", derivato dal greco: poly = molte; e νῆσος (nēsos) = isole, quindi "molte isole" e dal nome della potenza coloniale, la Francia.

 Polonia: 
- "Terra dei Polacchi", il territorio della tribù dei Polacchi, la Polanie. Quando formarono uno Stato unito nel X secolo, il nome Polonia passò a indicare tutta la nazione, e non solo la terra di origine della tribù, che dal XIII secolo divenne nota come Grande Polonia (Wielkopolska). Il nome deriverebbe dal polacco pole: "pianura" o "campo aperto".
  - Ungherese: Lengyelország; lituano Lenkija; persiano: Lahestân. Tutti questi nomi derivano dall'antico polacco lęděnin (possibilmente "uomo che ara terra vergine").

 Porto Rico (territorio degli Stati Uniti d'America con stato di Commonwealth):
- Cristoforo Colombo chiamò l'isola San Juan Bautista in onore di San Giovanni Battista nel 1493. Gli spagnoli successivamente la chiamarono Puerto Rico ("porto ricco"). Il motivo del cambiamento di nome dell'isola nel 1520 è sconosciuto, mentre la capitale si chiama ancor oggi San Juan.

 Portogallo: 
- Dal romanzo Portucale, dal nome della città di "Portus Cale", l'odierna Porto. Alcuni storici sostengono che siano stati i Greci a stanziarsi per primi nella zona e che il termine Cale derivi dal greco Καλλισ kallis ('bello'), in riferimento alla bellezza della valle del Douro. Altri ipotizzano invece che possa derivare dalla divinità Cailleach, ma la spiegazione più quotata è che derivi dall'etnonimo a sua volta derivante dal popolo celtico dei Galleci (o Callaeci) stanziatisi nel territorio corrispondente all'odierno Portogallo settentrionale, che diedero poi il nome anche ad altri toponimi geografici quali la Galizia.
  - Lusitania (nome storico): dalla gente dei Lusitani, una tribù celtica. L'origine esatta non è precisa, ma pare che possa derivare dal celtico Lus Tanus, 'tribù di Lusus'.

## Q
Qatar: 
- Deriva da "Qatara", nome forse riferito all'attuale città di Zubara, un importante centro di scambi commerciali nell'antichità. La parola "Qatara" apparì per la prima volta in una mappa commerciale degli Arabi.

## R
Regno Unito:
- Forma abbreviata di "Regno Unito di Gran Bretagna e Irlanda del Nord": in origine riferito all'unione personale della corona prima (dal 1603) riguardante solo l'Inghilterra e la Scozia per formare la Gran Bretagna - chiamata così per distinguerla dalla Bretagna francese (v. Bretagna), dove si rifugiarono i Britanni (popoli Celti) dopo essere stati cacciati dagli Anglosassoni col crollo dell'impero romano nel 410 d.C. durante le invasioni barbariche - e in seguito (dal 1801) estesa anche all'Irlanda (v. Irlanda). Il nome ufficiale cambiò nel 1937, a seguito della proclamata indipendenza della Repubblica di Irlanda e la conseguente fedeltà alla corona della maggior parte dell'Ulster. L'antico nome dell'isola era Albion, adattamento dal greco antico di un termine celtico indicante il nome della Scozia, ossia Regno di Alba.

 Rep. Ceca:
- da Čechové, il nome di una tribù slava, che si stabilì nella regione scacciando le altre tribù verso il IX secolo d.C., la cui origine del nome potrebbe provenire dal nome del loro leggendario leader, Čech, che li portò fino alle attuali zone, il cui nome viene dallo slavo e significa parente/membro di una famiglia
  - Boemia (nome di una parte del Paese): dal nome di un Ducato di Boemia evolutosi nel 1198 in un regno omonimo, che a sua volta viene da una tribù Celtica, i Galli Boi;
  - Moravia (nome dell'altra parte del Paese, al confine con la Slovacchia): dal fiume Morava, che deve il suo nome alla radice indoeuropea *mori = mare.
  - Cecoslovacchia (vecchio nome avuto dal 1918 al 1993): dal nome delle due etnie del Paese, i Cechi e gli Slovacchi.

 Rep. Centrafricana:
dalla sua posizione, al centro del continente africano.
 Rep. del Congo:
- dal nome del regno omonimo, esistito dal 1390 circa al 1914, a sua volta derivato dall'etnia Bakongo, che in lingua Kikongo significa popolo di cacciatori. L'aggettivo popolare, che ha avuto dal 1970 al 1992, allude al regime comunista che ci fu in questo Paese.
  - Congo Francese (vecchio nome avuto dal 1882 al 1910): da Congo e dal nome della Francia, la potenza colonizzatrice.
  - Congo Brazzaville (vecchio nome nel linguaggio comune): da Congo e dal nome della Capitale, Brazzaville, chiamata così in onore dell'esploratore e massone franco-italiano Pietro Savorgnan di Brazzà, che fu il primo Commissario Generale della colonia per conto dei francesi, più il francese ville = città.

 RD del Congo:
- dal nome del Regno del Congo, a sua volta derivato dal popolo Bakongo. (v. Repubblica del Congo).
  - Zaire (vecchio nome avuto dal 1971 al 1997): da Nzeri, che viene da una voce dialettale locale Nzadi = fiume, riferendosi al fiume Congo.
  - Stato Libero del Congo (vecchio nome avuto dal 1885 al 1908): stessa etimologia.
  - Congo Belga (vecchio nome avuto dal 1908 al 1960): da Congo e da Belgio, il nome della potenza colonizzatrice.
  - Congo Léopoldville/Leopoldstad e Congo Kinshasa (vecchio nome nel linguaggio comune): da Congo e dal nome della Capitale, chiamata Léopoldville in francese e Leopoldstad in olandese dal nome del re Leopoldo II del Belgio, e dal francese ville = città e il corrispondente olandese: stad; la capitale fu rinominata Kinshasa nel 1966.

 Rep. Dominicana:
- dal nome della capitale Santo Domingo, fondata tra il 1496 e il 1498, che prende il nome da San Domenico di Guzmán, famoso fondatore dell'Ordine domenicano nel XIII secolo.

 La Riunione (territorio della Francia):
- Il nome "Réunion" ("riunione") fu dato all'isola nel 1793 con un decreto della Convenzione Nazionale. Il nome commemora l'incontro fra le truppe di Marsiglia con la Guardia nazionale francese a Parigi, il 10 agosto 1792.

 Romania: 
- "Regno Romano". L'Impero romano conquistò una gran parte del paese, e gli abitanti locali furono romanizzati(romeni). Il nome Romania fu dunque adottato per accentuare l'origine latina del popolo e della lingua romena. Il termine fu usato per la prima volta durante il regno di Carlo I, la cui costituzione del 1866 dichiarò che la Romania è il nome ufficiale del paese.
  - Dacia, (vecchio nome): chiamata così per la presenza dei Daci.
  - Valacchia, nome slavo della nazione, dalla parola gotica usata per indicare i Celti: walh. Più tardi utilizzato anche per le tribù romanizzate. Questa etimologia appare anche nei nomi di "Galles" e di "Vallonia".

 Ruanda: 
- Dal nome del popolo Vanyaruanda, parola di origine sconosciuta, dalla quale deriva Ruanda. Nota anche come "Terra delle cento colline" (Francese: Pays des milles collines).

 Russia: 
- Dal nome dell'antica popolazione dei Rus', in origine situati presso Kiev, forse dal nome di un fiume in quelle zone, il "Ros'".
  - Irlandese An Rúis: letteralmente "Un Rus". Da notare il fatto che sempre prima di un nome vi è l'articolo an.
  - Lettone Krievija: dal nome degli antichi Kriviči, ossia gli attuali Bielorussi.

## S
Sahara Occidentale: (territorio conteso):
- Dalla sua posizione all'estremo ovest del Sahara. "Sahara" è la pronuncia occidentale della parola "deserto" in arabo. Il gruppo nazionalista del Fronte Polisario con il suo governo in esilio lo chiama "Repubblica Araba Democratica Sahrawi" nome della popolazione locale.
  - Sahara Spagnolo (vecchio nome): dal nome del Sahara e da quello della Spagna.

 Saint Kitts e Nevis:
- Saint Kitts prende il suo nome da San Cristoforo, il patrono dei viaggiatori. Fu forse Cristoforo Colombo a darle tale nome. I marinai inglesi abbreviarono il nome in St. Kitts. Nevis deriva dallo spagnolo Nuestra Señora de las Nieves, "Nosta Signora delle Nevi", dalla presenza perenne di nubi bianche sulla cima del monte dell'isola.

 Saint-Pierre e Miquelon (territorio della Francia):
- Chiamata in origine "Undicimila vergini" dal portoghese João Álvares Fagundes nel 1521. I francesi le rinominarono poi "Isole di Saint-Pierre". Miquelon viene dalla lingua basca e significa "Michele" (forse l'arcangelo Michele). Nel 1579 Martin de Hoyarçabal citò per la prima volta i nomi Micquetõ e Micquelle. Successivamente il nome si evolse, da Miclon passando per Micklon arrivando infine a Miquelon.

 Saint Vincent e Grenadine:
- Dal nome di San Vincenzo, scelto da Cristoforo Colombo il 22 gennaio 1498, proprio il giorno di San Vincenzo. Il nome Grenadines, simile a Grenada, deriva anch'esso dal nome della città di Granada.

 Isole Salomone:
- L'esploratore spagnolo Alvaro de Mendaña y Neyra chiamò così le isole nel 1567. Aspettandosi di trovare molto oro, chiamò le isole come il Re Salomone di Israele, noto per la sua saggezza, salute, e potere. Inoltre il nome è legato alla leggenda dell'oro di Re Salomone.

 Samoa:
- Le isole a quanto si suppone derivano dal nome di un capo tribù, oppure da un termine locale che significa "luogo dei moa". I moa, grandi uccelli ormai estinti erano raffigurati nei totem locali.

 Samoa Americane (territorio degli Stati Uniti d'America):
- Guarda Stati Uniti d'America e Samoa.

 San Marino:
- Il nome deriva da Marino, uno spaccapietre cristiano nato ad Arbe (in Croazia) che per sfuggire alle persecuzioni dei Romani si rifugiò sul Monte Titano, insieme ai suoi seguaci, nel 301. Da lì in poi l'area attorno al monte è nota come San Marino.

 Sant'Elena, Ascensione e Tristan da Cunha (territorio del Regno Unito):
- Chiamata così in onore di Santa Elena dal navigatore portoghese João da Nova, che la scoprì proprio il giorno di Sant'Elena, 21 maggio 1502.

 Saint Lucia:
- Secondo la tradizione fu chiamata così da marinai francesi che la scoprirono il 13 dicembre 1502, il giorno di Santa Lucia da Siracusa.

 São Tomé e Príncipe:
- Dai nomi portoghesi di San Tommaso Apostolo e di "principe". São Tomé fu scoperta nel periodo delle esplorazioni del Portogallo in Africa, proprio il giorno del santo, il 21 dicembre del 1470. Príncipe in origine era Santo Antão (Sant'Antonio), forse perché scoperta il 17 gennaio, festa del santo, del 1471. Il nome cambiò in Ilha do Principe nel 1502, in onore del re di Portogallo che organizzò la spedizione.

 Scozia:
- La terra degli Scoti. L'origine è ignota, ma potrebbe derivare dal celtico irlandese scuit, "disprezzo". Dopo la partenza dei Romani dall'isola nel 423, una tribù irlandese si stanziò lì e la chiamò in quel modo.
  - Alba (nome locale): il termine gaelico per indicare la Scozia viene dalla stessa radice del celtico Albion, nome usato per designare talvolta tutta l'isola di Gran Bretagna. Significherebbe "bianco", aggettivo relativo al tipico cielo britannico oppure riferito alle bianche scogliere di Dover.
  - Caledonia, (vecchio nome), dalla tribù dei Caledoni.

 Senegal:
- Dal fiume Senegal. Variante portoghese del berbero Zenaga, nome di una tribù che in origine abitava nel nord del paese, presso l'attuale Mauritania.

 Serbia
- L'esatta origine della parola è sconosciuta. Potrebbe derivare dal nome dei Sorbi in Germania, del quale hanno la stessa radice etimologica.

 Seychelles:
- Dal nome di Jean Moreau de Séchelles, ministro delle finanze del re Luigi XV di Francia dal 1754 al 1756.

 Sierra Leone:
- Forma adattata di Sierra Leona, versione spagnola del portoghese Serra Leoa ("Montagne Leone"). L'esploratore Pedro de Sintra chiamò così il paese nel 1462 mentre navigava lungo le coste dell'Africa. Tale nome deriva dal fatto che vicino al mare il navigatore vide un monte a forma di dente di leone, oppure dal fatto che dei fulmini lì avessero provocato rumori simili a un ruggito.

 Singapore:
- Singapura (in malay) deriva dal sanscrito Simhapura (o Singhapura) che significa "Città Leone". Nota anche come Temasik, dalla radice tasik, ossia lago. Singapore è la forma occidentalizzata del nome malay con la quale è ancora chiamata la città, con varianti simili in cinese e tamil, le altre lingue ufficiali di Singapore oltre a malay e inglese.

 Siria:
- Dall'antico nome greco Συρία ("Syria"). Forse è riferito all'antico regno dell'Assiria, sebbene tale regione si trovi nell'attuale Iraq. Prima dei greci era nota con il nome Aram, dalla quale deriva la lingua aramaica, lingua allora diffusa in tutto il Medio Oriente e oggi parlata ormai da pochissime persone.

 Slovacchia:
- Come per il nome Slovenia, deriva dal termine slavo che significa "Slavi". L'origine della radice Slav però resta ancora senza una spiegazione.

 Slovenia:
- Come per il nome Slovacchia, deriva dal termine slavo che significa "Slavi". L'origine della radice Slav però resta ancora senza una spiegazione.

 Somalia:
- Dal nome del popolo dei Somali, popolo indigeno. L'etimologia è incerta, ma vi sono alcune teorie: potrebbe derivare dalla parola Cushitica che significa "scuro," o "nero," riferito al colore della pelle; da una frase somala, soo maal che significa "vai latte," ossia una persona che gentilmente offre latte a chi passa di lì; oppure da un personaggio mitico locale, noto come Samaale.

 Spagna: 
- I Fenici la chiamarono אי שפנים ʾÎ-šəpānîm, ossia "isola delle procavie". I colonizzatori fenici trovarono lepri in abbondanza, e le confusero con le procavie dell'Africa. I Romani adattarono il nome in Hispania. Il nome latino fu infine modificato dalla lingua romanza, che la fece diventare Spagne, da cui Spagna.

 Sri Lanka:
- "Lanka risplendente" in sanscrito. Il nome "Lanka" significa "isola", quindi "isola magnifica".
  - Serendip (antico nome): deriva dal sanscrito sharan-dweepa, "isola di salvezza".
  - Ceylon (Inglese), Ceilão (Portoghese), Seilan (vecchi nomi): dalla lingua Pali Sinhalana, che significa "terra dei leoni".

 Stati Uniti:
- Il termine "Stati Uniti" comparì per la prima volta nella Dichiarazione d'indipendenza degli Stati Uniti. Tale nome fu scelto per unire in un nome collettivo tutte le tredici colonie americane. Invece "America" è la forma latinizzata del nome dell'esploratore fiorentino Amerigo Vespucci, Americus Vespucius, volto al femminile, America. Fino ad allora infatti tutti i continenti avevano nomi femminili: Asia, Africa ed Europa.

 Sudafrica:
- Semplicemente dalla posizione all'estremo sud dell'Africa.
  - Afrikaans: Suid-Afrika: "Sudafrica"

 Sudan:
- Dall'arabo Bilad as-Sudan, "terra dei neri". In origine nome riferito alla zona del Sahel.

 Sudan del Sud:
- Parte meridionale del Sudan, che deriva dall'arabo Bilad as-Sudan, "terra dei neri".

 Suriname:
- Dal nome del popolo dei Surine, i primi abitanti della zona di cui abbiamo notizie.

 Svalbard e Jan Mayen (territorio della Norvegia):
- Svalbard viene da una radice norvegese che significa "bordo freddo". Jan Mayen venne così denominata dall'esploratore Jan Jacobs May van Schellinkhout.

 Svezia:
- Deriva dall'antico inglese Sweoðeod; in lingua norrena Sviþjoð. L'etimologia della prima parte, Svi, deriva dall'indoeuropeo *suos ("proprietà di uno"). L'altra parte, þjoð, significa "popolo", come in deut, in "Deutsch" e teut in "Teutonici".
  - Sverige (nome locale): deriva dalla frase Svia Rike, ossia "il regno degli svedesi". Rike ha la stessa origine del tedesco reich; come in Austria (Österreich), e Germania (Deutsches Reich).

 Svizzera:
- Dal toponimo Schwyz, località al centro del paese, rispettivamente capitale di uno dei tre Cantoni fondatori dell'odierna Confederazione Elvetica. Citato per la prima volta nel 972 come Suittes, derivato dal nome di persona degli Alemanni "Suito".
  - Elvezia (in latino Helvetiae): dalla tribù celtica degli Elvezi, anticamente stanziata nella parte occidentale dell'Altipiano svizzero.

 eSwatini:
- Dal popolo degli Swazi, la maggioranza etnica del paese. La parola "Swazi" deriva da Mswati I, antico re dello Swaziland.

## T
Taiwan (Repubblica di Cina): 
- I caratteri Han usati indicano "baia terrazzata" (il terrazzamento è un elemento tipico del paesaggio dell'isola). Comunque i caratteri 台湾 hanno molti e differenti significati, sebbene il significato "baia terrazzata" rimanga quello più accreditato.
  - Formosa (vecchio nome): dal nome portoghese per "bello", probabilmente proprio per la bellezza dell'isola.

 Tagikistan: 
- "Tajikistan" o "Tojikiston" significano "terra dei tagichi", con "Tajiki" che è un altro nome dei Persiani. Il Tajikistan è l'unico Stato ex-sovietico dove si parlasse il persiano e la sua storia risale fino all'impero omonimo. Il suffisso -stan, proprio di origine persiana, significa "terra". La radice toj deriva dalla parola persiana per "corona". Per l'influenza sovietica il nome toj si trasformò in tojik. Il significato letterale di "Tajikistan" è "terra dove le persone hanno le corone."

 Tanzania: 
- Il nome nasce dalla combinazione dei nomi dei due Stati precedenti: Tanganica e Zanzibar. Tanganica prende il nome dal lago omonimo, visitato nel 1858 da Sir Richard Burton. Il significato di Tanganica è "dove le acque si incontrano". Zanzibar deriva da Zengi o Zengj, parola che indica un popolo locale, che significa "nero"; unita alla radice araba barr, ossia "costa".

 Territorio britannico dell'Oceano Indiano (territorio oltremare del Regno Unito):
- Tale nome non ha bisogno di spiegazioni.

 Thailandia: 
- La parola Thai (ไทย) non è, come si pensa in generale, derivata dalla parola thai (ไท) che significa "libertà" in thai; è in realtà il nome di un popolo che abitava le regioni centrali del paese. Comunque anche la popolazione locale accetta l'etimologia "Terra del libero".
  - Siam (vecchio nome): il popolo Thai cominciò a usare questo nome dal periodo Sukhothai. Divenne il nome ufficiale dal regno di Re Rama VI. Il nome divenne "Thailandia" sotto Rama VII (1925-1935). La parola Siam deriva dal toponimo Suvarnabhumi, ossia "Terra d'oro".

 Timor Est: 
- Dal malay timur, ossia "est". Nella lingua locale si chiama Timor Lorosae, Timor-Leste secondo i portoghesi, la sua potenza coloniale. Nella vicina Indonesia è chiamato Timor Timur, "est orientale", ma è simpaticamente chiamato Tim-Tim.
  - Timor Portoghese (vecchio nome): dal nome della sua potenza coloniale.

 Togo: 
- Dalla colonia di Togo, attualmente Togoville. Nella lingua Ewe, to significa "acqua", mentre go significa "riva".
  - Togoland Francese (vecchio nome): guarda Togo e Francia.

 Tokelau (territorio della Nuova Zelanda): 
- Dall'idioma locale "Nord" o "Settentrionale", descrivendo la posizione rispetto alle Samoa. Gli abitanti di Tokelau provengono infatti dalle isole Samoa.

 Tonga: 
- Nella lingua tongana significa "Sud" or "Meridionale", descrivendo la posizione rispetto alle Samoa.
  - Isole Friendly (vecchio nome): chiamate così da James Cook nel 1773 per il modo amichevole con il quale gli inglesi erano stati accolti dagli indigeni.

 Trinidad e Tobago:
- Cristoforo Colombo raggiunse l'isola di Trinidad il 31 luglio 1498 e la chiamò in onore della Sacra Trinità. Colombo registrò anche l'avvistamento di Tobago, che chiamò Bella Forma, ma che non raggiunse. Il nome Tobago deriva dal tabacco usato e prodotto dagli indigeni.

 Isola Tromelin (territorio della Francia):
- Dal Cavaliere di Tromelin, un ufficiale francese capitano della nave La Dauphine, che raggiunse l'isola nel 1776.[11]

 Tunisia: 
- Dal nome della sua capitale Tunisi, che deriverebbe dal termine berbero usato per indicare un piccolo capo.[12]

 Turchia: 
- Il nome della Turchia, "Türkiye" in lingua turca, può essere diviso in due componenti: "Türk", che è un sostantivo etnico per "turco", e iye, che è un suffisso aggettivale che significa "relativo a", "correlato a" (derivato dal suffisso arabo -iyya, che è simile ai suffissi greci e latini -ia). Il primo uso documentato del termine "Türk" o "Türük" come sostantivo etnico è contenuto nelle iscrizioni rinvenute nella valle del fiume Orkhon nell'attuale Mongolia, ed eseguite dai Göktürk (turchi celesti) attorno all'VIII secolo. La parola italiana "Turchia" deriva dal latino medievale "Turchia" (c. 1369).
  - Curdo Rum (Р'ом, ڕۆم): dal nome del Sultanato di Rûm. Quando i Persiani incontrarono i Bizantini, questi si presentarono come Rhomaioi ("Romani"), e da ciò nasce il nome Rûm.

 Turkmenistan:
- Da Turkmen e da -stan. Il nome significa: "Terra dei Turkmeni".

 Turks e Caicos (territorio del Regno Unito):
- "Turks" poiché gli abitanti portavano un "fez" come i turchi; e "Caicos" da una parola indigena, caya hico, che significa "catena di isole".

 Tuvalu:
- Dall'indigeno "otto isole". Un tempo il paese era chiamato Niulakita, il nome del primo atollo abitato nel 1949.
  - Isole Ellice (vecchio nome): dal nome di Edward Ellice, politico e mercante inglese, che vide l'isola nel 1819 a bordo della nave Rebecca. Il nome mutò in Tuvalu a seguito della divisione dalle Isole Gilbert, che si resero indipendenti con il nome di Kiribati nel 1975.

## U
Ucraina:
- Dallo slavo kraj, e soprattutto dal suo derivato krajina, che significano "terra di confine", "marca", e successivamente tale nome, ormai trasformato in ukrajina, passò a significare "terra", "regione", "principato".

 Uganda:
- Dalla forma Swahili di Buganda, il più antico e importante regno dell'Uganda in passato. Il nome "Uganda" fu usato per la prima volta dagli inglesi nel 1894.

 Ungheria: 
- Dal turco On-ogur, "popolo delle dieci frecce", in altre parole, "alleanza delle dieci tribù". I Bizantini diedero loro il nome di Ungari; i cronisti di allora erroneamente li consideravano di origine turca, data la lingua a loro incomprensibile e la nomadità.
  - Magyarország (nome locale): "terra dei Magiari". Secondo una leggenda Magyar (Magor), il capostipite di tutti gli ungheresi, aveva un fratello di nome Hunor (antenato degli Unni); loro padre era Menrot, costruttore della torre di Babele, ossia il biblico Nimrod.
  - Ucraino: Uhorshchyna (Угорщина); bielorusso: Vuhorščyna (Вугоршчына); Polacco: Węgry. Derivano dal turco "on-ogur".
  - Turco: Macaristan, traslitterazione dal turco di Magyar e del suffisso -stan che significa "terra".

 Unione Sovietica:
- Forma abbreviata di Unione delle Repubbliche Socialiste Sovietiche (URSS). La parola Soviet (совет), è un nome astratto russo che significa "consiglio", "concilio", e deriva dalla radice slava "conoscenza".

 Uruguay:
- Deriva dal fiume Uruguay. La parola "Uruguay" deriverebbe dal guaranì urugua ("crostacei") e i ("acqua"), ossia "fiume dei crostacei". Altrimenti deriverebbe dalla divisione di "Uruguay" in tre parti: uru (un uccello che vive presso i fiumi); gua ("dal"); e i ("acqua"), quindi dal contesto tradotto in "vicino all'acqua".

 Uzbekistan:
- Deriva da tre parole: uz, ossia "io" in turco; bek che significa "maestro" in lingua Sogdiana, e "stan", ossia "terra" in persiano. Quindi, "Uzbekistan" = "Terra dei maestri di se stessi."

## V
Vanuatu: 
- Deriva da una frase diffusa in tutti i dialetti di Vanuatu, e significa "Nostra terra"
  - Nuove Ebridi (vecchio nome): chiamate come le isole Ebridi in Scozia dal famoso capitano James Cook nel 1774.

 Venezuela:
- "Piccola Venezia". Le palafitte costruite presso il Lago di Maracaibo infatti ricordarono agli esploratori Alonso de Hojeda e Amerigo Vespucci le costruzioni sull'acqua di Venezia.

 Isole Vergini Americane (territorio degli Stati Uniti d'America):
- Cristoforo Colombo chiamò così le isole nel 1493 dalla storia di Sant'Orsola e delle sue 11.000 vergini, data la moltitudine di isolette vicine. Il termine "americane" si deve all'acquisto delle isole dalla Danimarca nel 1917, e per distinguerle dalle vicine Isole Vergini britanniche.

 Isole Vergini Britanniche (territorio oltremare del Regno Unito):
- Cristoforo Colombo chiamò così le isole nel 1493 dalla storia di Sant'Orsola e delle sue 11.000 vergini, data la moltitudine di isolette vicine. Il termine "britanniche" è usato per distinguerle dalle vicine Isole Vergini Americane.

 Vietnam:
- Deriva dal cinese 越南, "Oltre il confine meridionale", in riferimento alla posizione rispetto alla Cina. Detto anche "Sud Yue", dal popolo Yue originario della regione.

## W
Isola di Wake (territorio degli Stati Uniti d'America): 
- Dal nome del capitano inglese William Wake, che occupò le isole nel 1796 a bordo della sua nave Prince William Henry. (Il primo a vederle fu Álvaro de Mendaña de Neyra nel 1568).

 Wallis e Futuna (territorio della Francia):
- "Wallis" deriva dal cognome del capitano inglese Samuel Wallis, che navigò presso le isole nel 1797.

## Y
Yemen:
- Dalla radice araba ymn, ossia "destra"; comunque il suo senso resta sconosciuto. Per alcuni deriva da yamîn, "dalla parte destra" e dalla particella di "sud" (il sistema di considerare destra il sud e viceversa è comune in molte lingue semitiche, come arabo ed ebraico). Per altri ancora deriva da yumn, ossia "felicità". Forse aggettivo riferito all'antico nome di Arabia Felix.

## Z
Zambia: 
- Dal nome del fiume Zambesi, che scorre ad est della nazione e funge da confine con il vicino Zimbabwe.
  - Rhodesia Settentrionale (vecchio nome): nome dato in onore di Cecil Rhodes, uomo di stato del Sudafrica che sviluppò la colonia. "Settentrionale" per distinguerla dalla "Rhodesia Meridionale" lo Zimbabwe.

 Zimbabwe:
- Alterazione del nome Shona Dzimba-dze-mabwe, ossia "case di pietra", in riferimento ai monumenti delle case in pietra dell'antico impero del Grande Zimbabwe.
  - Rhodesia (vecchio nome): nome dato in onore di Cecil Rhodes, uomo di stato del Sudafrica che sviluppò la colonia. Detta anche "Meridionale" per distinguerla dalla "Rhodesia Settentrionale" lo Zambia.